# Mooca (distretto di San Paolo)
Il distretto di Mooca è un distretto (distrito) della zona centrale della città di San Paolo in Brasile, situato nella subprefettura omonima.
Occupa una piccola fascia fra Avenida Alcântara Machado, Rua Taquari, Avenida Paes de Barros, Rua Fernando Falcão e Rua Siqueira Bueno. Neste bairro, está localizada a sede da Subprefeitura da Mooca e o campus da Universidade São Judas Tadeu.

## Toponimo
Mooca deriva dal tupi, attraverso la fusione di mũoka, que significa casa dei parenti: mũ (parente) e oka (casa). 

## Cultura
È presente, sul suo territorio, il campus dell'Universidade São Judas Tadeu.